# 绿水蛇
绿水蛇（學名：Nerodia cyclopion）是美国东南部一种常见的无毒蛇。
本种与所有其他北美水蛇不同处是眼睛下一片或多片小鳞，使眼睛周围的小板环的外观。这些蛇身体沉重，背侧为墨绿、橄榄绿或褐色。腹侧，前三分之一是黄色，其余部分是黑褐色，黄色或白色的半圆。平均身长76-140厘米，佛罗里达绿水蛇的身长则可达到180厘米。
绿水蛇是卵胎生。交配于4月在陆地进行。幼蛇出生在七八月，约25厘米长。一窝孵化数从7到101不等，视母亲身体的大小而定。雌性大于雄性，并有两个背鳞，重量超过410公斤。